# 149
El 149 (CXLIX) fou un any comú començat en dimarts del calendari julià.

## Esdeveniments
- Inici de la construcció del circ romà d'Arle.[1]